# Best Western
 (octobre 2019).
Si vous disposez d'ouvrages ou d'articles de référence ou si vous connaissez des sites web de qualité traitant du thème abordé ici, merci de compléter l'article en donnant les références utiles à sa vérifiabilité et en les liant à la section « Notes et références ».
Best Western Hotels & Resorts est une chaîne d'hôtel américaine milieu de gamme composée d'environ 4 700 hôtels répartis dans plus de 100 pays. Son siège se trouve à Phoenix, en Arizona. Aujourd'hui, Best Western compte plus de 15 marques à l'international.

## Histoire
En 1946, M.K. Guertin, hôtelier californien, fonde Best Western Motels avec 66 autres propriétaires de motels dans l’optique de partager les coûts de publicité, de diriger les clients d’un hôtel du réseau à un autre et d’améliorer les standards de qualité dans l’industrie des motels.
En 1978, Best Western commence son développement en Europe avec la Grande-Bretagne puis la France en 1981.
Depuis son acquisition du groupe WorldHotels, Best Western détient désormais les marques WorldHotels Luxury, WorldHotels Elite et WorldHotels Distinctive. Pour compléter son portfolio, le groupe possède également Sure Hotel, Sure Hotel Plus et Sure Hotel Collection. 

### Identité visuelle

Logo de Best Western de 1993 à 2015
Logo depuis 2015

## Réseau hôtelier

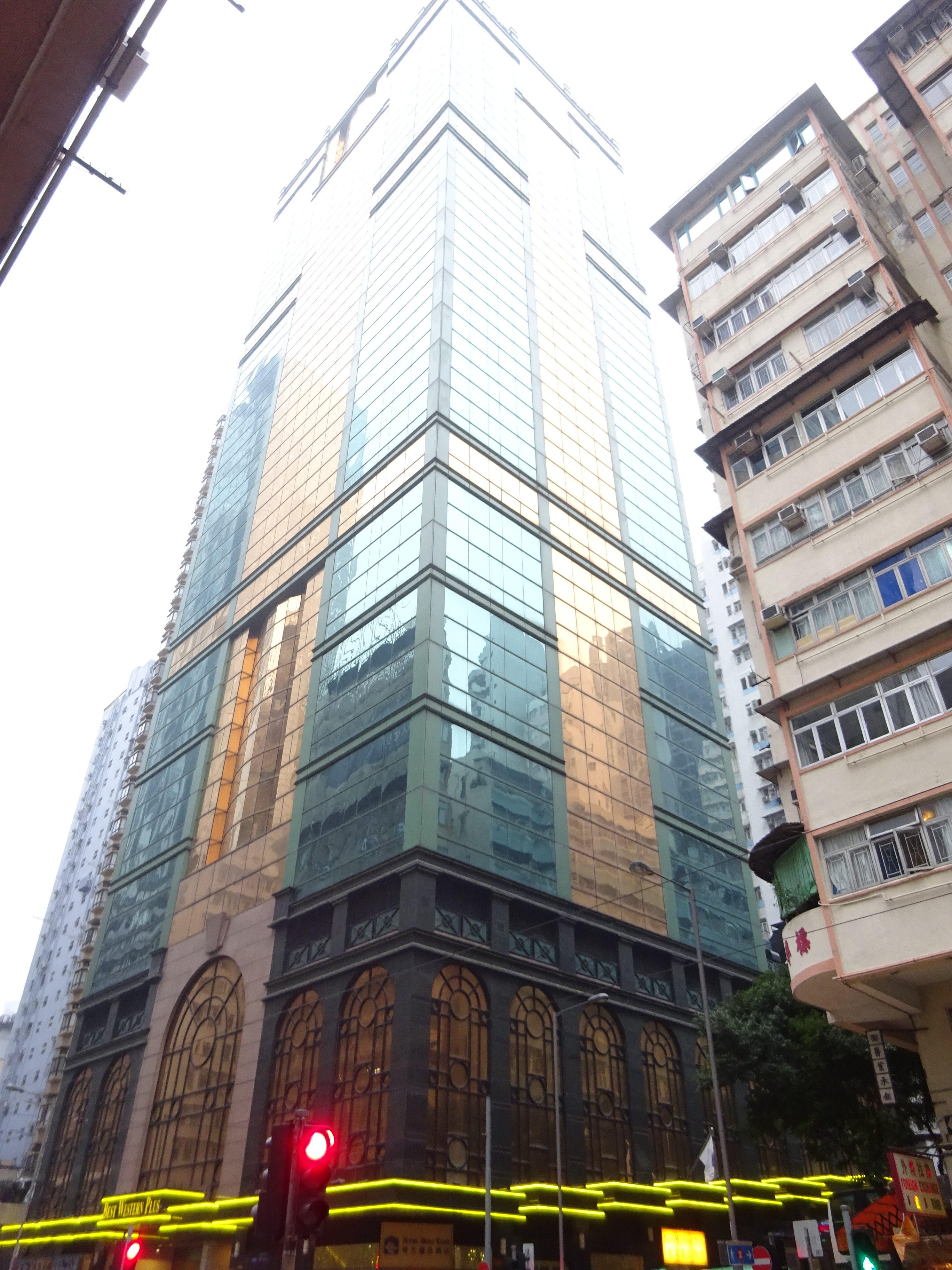
Le Best Western Plus à Hong Kong.

Best Western Hotels & Resorts a 4 700 hôtels sous une même et unique enseigne.
En France, le cap des trois cents hôtels a été passé en 2010. Au niveau mondial, la France se positionne en deuxième position, après les États-Unis, des pays possédant le plus grand nombre d’hôtels sur l’enseigne Best Western Hotels & Resorts. En 2018, 18 nouveaux établissements ont rejoint le réseau français, qui comptait 283 hôtels à fin décembre. 
Le chiffre d'affaires est de 2,7 milliards de dollars en 2018. Il a progressé en 2018 de 63% à 112 millions d'euros grâce à un prix moyen en légère hausse mais surtout à une hausse de 53% du volume de nuitées.

## Positionnement

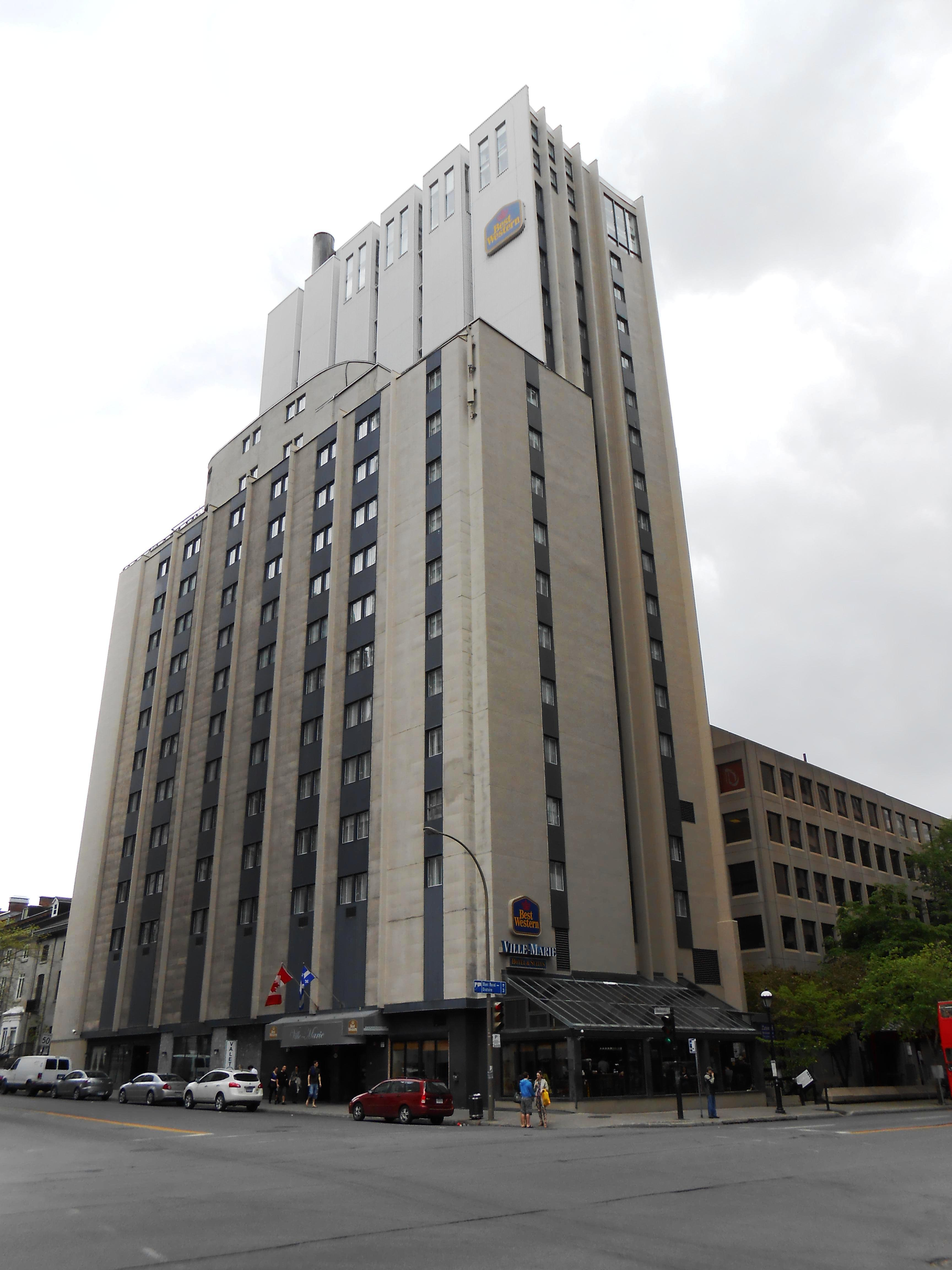
Best Western Ville-Marie, Montréal

Les hôtels Best Western Hotels & Resorts sont des hôtels trois ou quatre étoiles en Europe, des hôtels deux ou trois diamonds aux États-Unis. En Asie, les hôtels de la catégorie Best Western Premier sont des cinq étoiles.